# Gliese 48
Gliese 48 is een hoofdreeksster van het type M3.0, gelegen in het sterrenbeeld Cassiopeia op 26,85 lichtjaar van de Zon. De ster heeft een baansnelheid rond het galactisch centrum van 69,7 km/s.